# Fengtai (Huainan)

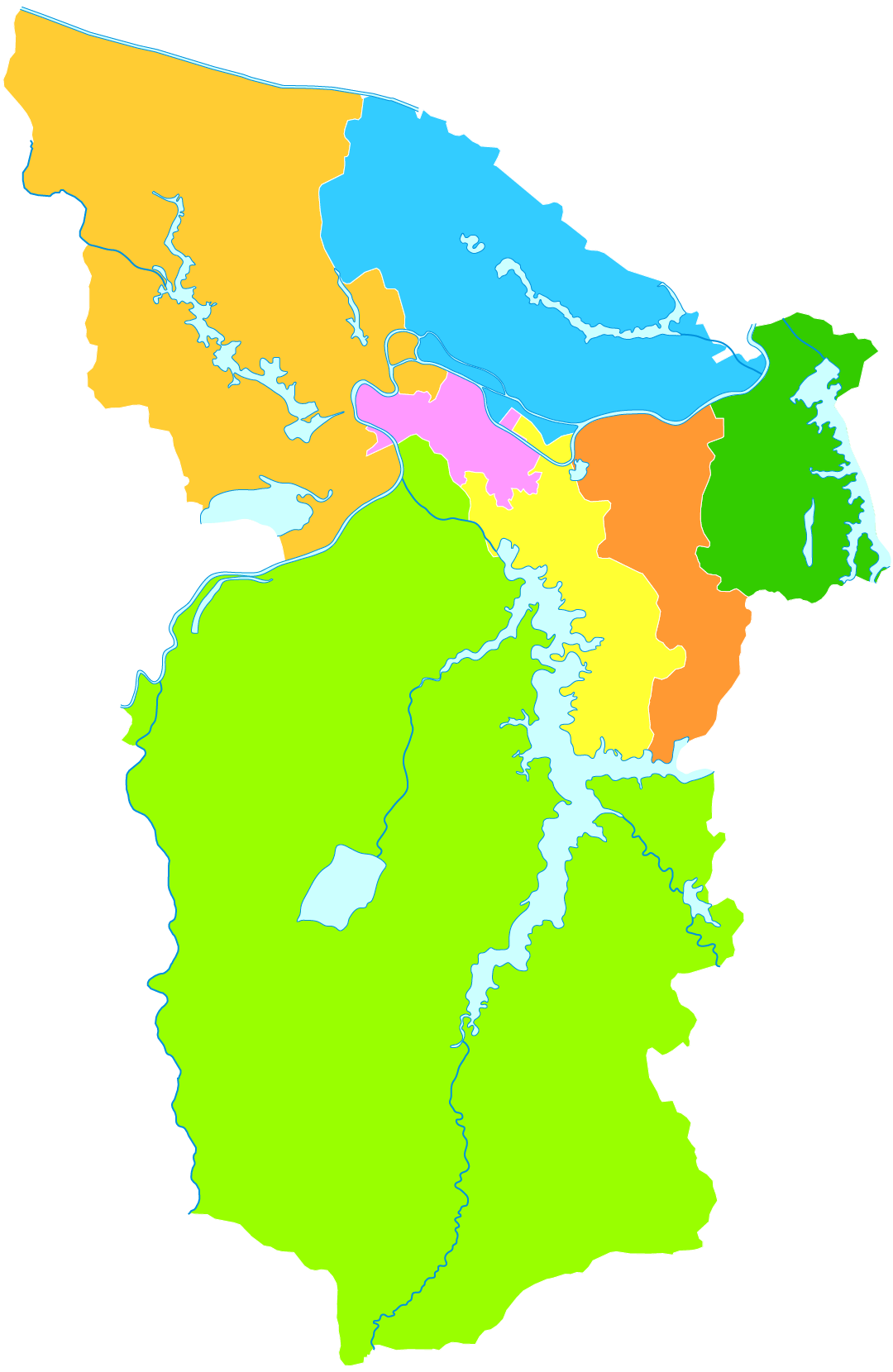
Lage des Kreises Fengtai im Gebiet der bezirksfreien Stadt Huainan

Der Kreis Fengtai (chinesisch 凤台县, Pinyin Fèngtái xiàn) ist ein Kreis der bezirksfreien Stadt Huainan in der chinesischen Provinz Anhui. Das Verwaltungsgebiet des Kreises hat eine Fläche von 1.000 km² und 633 385 Einwohner (Volkszählung 2020). Sein Hauptort ist die Großgemeinde Chengguan (城关镇).

## Geographie
Der größte Teil von Fengtai liegt nördlich des Huai He, ein kleiner Bereich des Kreises liegt auf der südlichen Uferseite. Der größte Teil seiner Fläche liegt unter 25 Metern über Seehöhe. Durch sein Gebiet fließen mehrere größere Flüsse, die mehrere Seen speisen: der Yongxing He (永幸河) und der Xifei He (西淝河) münden von Norden her in den Huai He. Der Xifei He bildet den Huajia-See (花家湖). In den Xifei He mündet der Gang He, dieser fließt durch den im Kreisgebiet gelegenen Jigou-See (姬沟湖); in den Yongxing He mündet der Jia He, der den Chengbei-See (城北湖) bildet. Ein weiterer See ist der Jiaogang-See (焦岗湖), dieser liegt in einer Senke und wird durch einen Seitenarm des Huai He gespeist. Im Norden wird der Kreis durch den Cihuai-Kanal (茨淮新河) begrenzt.

## Wirtschaft
Fengtai ist landwirtschaftlich geprägt. Der Jiaogang-See wird zur Fischzucht genutzt, in seinem Uferbereich werden Stachelseerosen und Wassernüsse angebaut.
Der Kreis liegt in der Mitte des Huai-He-Kohlereviers, der Kreis hat die größte Kohleproduktion der Provinz. Daneben gibt es Phosphat-, Ton- und Kalksteinvorkommen.
In Fengtai gibt es einen ausgeprägten Tourismus-Sektor. Berühmte Ziele sind der am Bagong Shan gelegene Maoxian Gudong (茅仙古洞), ein taoistischer Höhlentempel aus der Zeit der Westlichen Han-Dynastie<, der Shoutangguan (寿唐关), ein Pass mit Festung an der Grenze von Fengtai und Shou aus der Zeit der Fünf Dynastien und Zehn Reiche, oder der Grabhügel von Lian Po (廉颇墓), einer der berühmten vier Generäle aus der Zeit der Streitenden Reiche; er steht auf der Denkmalliste der Provinz Anhui.

## Administrative Gliederung
Auf Gemeindeebene setzt sich der Kreis Fengtai aus zwölf Großgemeinden und vier Gemeinden zusammen. Diese sind:
- Großgemeinde Chengguan (城关镇)
- Großgemeinde Xinji (新集镇)
- Großgemeinde Guqiao (顾桥镇)
- Großgemeinde Daxing (大兴镇)
- Großgemeinde Dingji (丁集镇)
- Großgemeinde Guiji (桂集镇)
- Großgemeinde Fenghuang (凤凰镇)
- Großgemeinde Yangcun (杨村镇)
- Großgemeinde Shangtang (尚塘镇)
- Großgemeinde Luiji (刘集镇)
- Großgemeinde Yuezhangji (岳张集镇)
- Großgemeinde Zhumadian (朱马店镇)

- Gemeinde Gudian (古店乡)
- Gemeinde Guandian (关店乡)
- Gemeinde Qianmiao (钱庙乡)
- Gemeinde Lizhong der Hui (李冲回族乡)